# Эррера, Джин
Джин Эррера (англ. Geane Herrera; 27 мая 1990, Дуарти — 18 мая 2024, Тампа) — американский боец смешанного стиля, представитель наилегчайшей весовой категории. Выступал спортсмен на профессиональном уровне начиная с 2011 года, известен по участию в таких турнирах бойцовских организаций, как  UFC, ACB, RFC и других.

## Биография
Джин Эррера родился 27 мая 1990 года в городе Дуарти штата Калифорния, США. Практиковал бразильское джиу-джитсу, удостоившись в этой дисциплине коричневого пояса.
Погиб 18 мая 2024 года в возрасте 33 лет в результате аварии на мотоцикле на мосту Ганди в Тампе, штат Флорида.

### Начало профессиональной карьеры
Дебютировал в смешанных единоборствах на профессиональном уровне в марте 2011 года, выиграв у своего соперника единогласным решением судей. Дрался в небольших американских промоушенах преимущественно на территории Флориды в организации Real Fighting Championships — из всех поединков неизменно выходил победителем.

### Ultimate Fighting Championship
Имея в послужном списке восемь побед без единого поражения, Эррера привлёк к себе внимание крупнейшей бойцовской организации мира Ultimate Fighting Championship и в июле 2015 года подписал с ней долгосрочный контракт. Впервые вышел в октагон UFC уже в августе, встретившись с соотечественником Реем Боргом — по истечением трёх раундов уступил ему единогласным решением, потерпев тем самым первое поражение в профессиональной карьере.
В декабре 2015 года вышел на коротком уведомлении против Джоби Санчеса, заменив выбывшего Джастина Скоггинса. Во втором раунде техническим нокаутом победил своего соперника.
В июне 2016 года встретился с россиянином Али Багаутиновым, проиграв единогласным решением.
Последний раз дрался на турнире UFC в ноябре 2016 года — потерпел поражение по очкам от Бена Нгуена, и на этом его сотрудничество с организацией подошло к концу.

### Absolute Championship Berkut
В 2018 году подписал контракт с крупной российской организацией Absolute Championship Berkut и одержал победу на одном из её турниров в Италии.

## Статистика в профессиональном ММА
| Боёв 13  | Побед 10 | Поражений 3 |
| -------- | -------- | ----------- |
| Нокаутом | 2        | 0           |
| Сдачей   | 6        | 0           |
| Решением | 2        | 3           |

| Результат | Рекорд | Соперник        | Способ                 | Турнир                                    | Дата            | Раунд | Время | Место               | Примечание |
| --------- | ------ | --------------- | ---------------------- | ----------------------------------------- | --------------- | ----- | ----- | ------------------- | ---------- |
| Победа    | 10-3   | Даррен Мима     | Сдача (удушение сзади) | ACB 85                                    | 21 апреля 2018  | 1     | 1:53  | Римини, Италия      |            |
| Поражение | 9-3    | Бен Нгуен       | Единогласное решение   | UFC Fight Night: Whittaker vs. Brunson    | 27 ноября 2016  | 3     | 5:00  | Мельбурн, Австралия |            |
| Поражение | 9-2    | Али Багаутинов  | Единогласное решение   | UFC Fight Night: MacDonald vs. Thompson   | 18 июня 2016    | 3     | 5:00  | Оттава, Канада      |            |
| Победа    | 9-1    | Джоби Санчес    | TKO (удары руками)     | The Ultimate Fighter 22 Finale            | 11 декабря 2015 | 2     | 4:28  | Лас-Вегас, США      |            |
| Поражение | 8-1    | Рей Борг        | Единогласное решение   | UFC Fight Night: Teixeira vs. Saint Preux | 8 августа 2015  | 3     | 5:00  | Нашвилл, США        |            |
| Победа    | 8-0    | Джош Рейв       | TKO (удары руками)     | RFA 25                                    | 10 апреля 2015  | 1     | 4:09  | Су-Фолс, США        |            |
| Победа    | 7-0    | Сет Маркес      | Сдача (треугольник)    | Conflict MMA 21                           | 11 октября 2014 | 1     | 2:13  | Саванна, США        |            |
| Победа    | 6-0    | Джош Меркадо    | Сдача (удушение сзади) | Real Fighting Championships 30            | 28 февраля 2014 | 1     | 1:50  | Тампа, США          |            |
| Победа    | 5-0    | Митчелл Чамейл  | Единогласное решение   | Real Fighting Championships 28            | 26 июля 2013    | 3     | 5:00  | Тампа, США          |            |
| Победа    | 4-0    | Джаред Кроуфорд | Сдача (треугольник)    | Real Fighting Championships 27            | 27 июля 2012    | 1     | 2:39  | Тампа, США          |            |
| Победа    | 3-0    | Кальвин Мартин  | Сдача (удушение сзади) | Real Fighting Championships 24            | 29 июля 2011    | 1     | 0:57  | Тампа, США          |            |
| Победа    | 2-0    | Джован Уайт     | Сдача (удушение сзади) | AOF 12                                    | 2 апреля 2011   | 1     | 2:16  | Джэксонвилл, США    |            |
| Победа    | 1-0    | Эндрю Коннорс   | Единогласное решение   | Real Fighting Championships 23            | 18 марта 2011   | 3     | 5:00  | Тампа, США          |            |